# Туту (бог)
Туту (др.-греч. Tithoes) — бог в древнеегипетской мифологии, которому поклонялись простые люди во всём Египте во времена Позднего периода.

## Мифология
Единственный известный сегодня храм, посвящённый богу Туту, расположен в древнем поселении Келлис. Рельефы с изображением Туту можно встретить и на стенах других храмов, например, таких как Калабша. На стенах храма Шенхур имеется титул Туту, который звучит так: «тот, кто приходит к зовущему его». У Туту также есть и другие титулы, такие как «сын Нейт», «лев», «великий силой» и «управляющий демонами Сехмет и скитающимися демонами Баст».
Его изображали в виде гибридного существа с телом крылатого льва, головой человека, сокола или крокодила и хвостом в виде змеи. Туту был сыном богини войны и охоты Нейт. Другими матерями Туту считались богини Мут, Сехмет, Нехбет и Баст. Это означало, что Туту имел власть над демонами. Его ролью было уничтожение демонов, посылаемых «богинями войны»; другие сыновья этих богинь выполняли ту же функцию, что и Туту. Ими были Маахес, Хонсу, Шезму и Нефертум.
Изначально Туту считался защитником гробниц, а в более поздние времена он выполнял роль оберегающего спящих от плохих снов и опасностей. Простолюдины почитали и поклонялись Туту, совершали ему подношения и выполняли различные ритуалы на переносных алтарях. Дары для подношения включали гусей и хлеб. Ритуалы совершали с целью уберечь себя от опасностей и плохих снов. Утверждалось, что Туту давал защиту от демонов, продлевал жизнь и защищал людей от мира мёртвых.